# Michał Wójcik (polityk)
Michał Marek Wójcik (ur. 17 kwietnia 1971 w Krakowie) – polski polityk, prawnik i działacz gospodarczy, doktor nauk społecznych. Poseł na Sejm V, VIII, IX i X kadencji, w latach 2016–2020 sekretarz stanu w Ministerstwie Sprawiedliwości, w latach 2020–2023 minister-członek Rady Ministrów w drugim rządzie Mateusza Morawieckiego.

## Życiorys
W 1994 ukończył studia prawnicze na Wydziale Prawa i Administracji Uniwersytetu Śląskiego w Katowicach, a w 1998 studia podyplomowe z rozwoju podmiotów gospodarczych w Wyższej Szkole Bankowości i Finansów w Katowicach. W 2017 uzyskał stopień doktora nauk społecznych na Wydziale Nauk Społecznych Uniwersytetu Śląskiego na podstawie pracy pt. Znaczenie samorządu gospodarczego w Polsce w zakresie realizacji zadań rynku pracy. Objął funkcję dyrektora naczelnego Izby Rzemieślniczej oraz Małej i Średniej Przedsiębiorczości w Katowicach. Był członkiem Wojewódzkiej Rady Zatrudnienia i ekspertem kilku projektów finansowanych przez Unię Europejską. Jest współautorem książki Targi jako instrument marketingu wystawienniczego.
W 2002 został radnym sejmiku śląskiego z wynikiem 3067 głosów w okręgu chorzowskim (z listy POPiS, z rekomendacji Prawa i Sprawiedliwości). W 2004 z ramienia PiS bez powodzenia kandydował do Senatu w wyborach uzupełniających (uzyskał 5300 głosów). W wyborach parlamentarnych w 2005 został wybrany na posła z listy PiS z okręgu rybnickiego liczbą 7428 głosów. W Sejmie przewodniczył Podkomisji stałej do spraw rzemiosła i usług, zasiadał w Komisji Rozwoju Przedsiębiorczości, Komisji Odpowiedzialności Konstytucyjnej oraz Komisji Nadzwyczajnej „Solidarne Państwo”. W wyborach do Sejmu w 2007 nie zdobył mandatu. W 2010 jako lider listy Prawa i Sprawiedliwości w okręgu chorzowskim uzyskał ponownie mandat radnego sejmiku śląskiego, otrzymując 12 665 głosów. Objął funkcję przewodniczącego komisji statutowo-regulaminowej oraz wiceprzewodniczącego klubu radnych PiS. W wyborach w 2011 ponownie bezskutecznie ubiegał się o mandat poselski.
Następnie zajął się tworzeniem struktur Solidarnej Polski w okręgach częstochowskim i gliwickim. Na kongresie założycielskim partii 24 marca 2012 został wybrany do jej zarządu (14 grudnia 2013 został wybrany ponownie). W 2014 jako kandydat PiS (z rekomendacji Solidarnej Polski) uzyskał reelekcję w wyborach do sejmiku. W wyborach parlamentarnych w 2015 uzyskał mandat poselski z okręgu katowickiego, otrzymując 7652 głosy. 29 kwietnia 2016 został sekretarzem stanu w Ministerstwie Sprawiedliwości. W grudniu 2017 objął funkcję wiceprezesa Solidarnej Polski (w 2023 przemianowanej na Suwerenną Polskę).
W wyborach w 2019 z powodzeniem ubiegał się o poselską reelekcję, otrzymując 8315 głosów. 6 października 2020 prezydent RP Andrzej Duda powołał go na ministra-członka Rady Ministrów w rządzie premiera Mateusza Morawieckiego. W wyborach w 2023 został po raz kolejny wybrany do Sejmu z wynikiem 8270 głosów. 27 listopada tego samego roku zakończył pełnienie funkcji ministra. W lutym 2024 został członkiem sejmowej komisji śledczej ds. wyborów korespondencyjnych. W 2024 z ramienia PiS startował w wyborach do Parlamentu Europejskiego z okręgu nr 10. W październiku 2024, po przyłączeniu się Suwerennej Polski do PiS, został p.o. wiceprezesa tego ugrupowania. Pełnił tę funkcję do czerwca 2025, gdy jego obowiązki przejął Zbigniew Ziobro.

## Życie prywatne
Syn Mirosława i Danuty, jest żonaty. W 2022 nagrał płytę z coverami piosenek świątecznych, a w 2023 – z piosenkami Krzysztofa Krawczyka.

## Odznaczenia i wyróżnienia
- Medal „Zasłużony dla Prokuratury Rzeczypospolitej Polskiej” (2021)[24]
- Złoty Medal im. Jana Kilińskiego